# はまます郷土資料館
はまます郷土資料館（はまますきょうどしりょうかん）は、北海道石狩市浜益区浜益に所在する博物館。
展示物は漁具や漁師の生活道具であり、案内係の解説では「稼働時間130年を越えるアメリカ製のカレンダー時計が一番の見もの」としている。
建物は旧白鳥家番屋として石狩市指定文化財に選ばれているほか、水産庁の「未来に残したい漁業漁村の歴史文化財産百選」にも名を連ねている。

## 地理
浜益漁港から国道231号を北上し、海から山へとカーブしていくあたりに、海沿いを走る細い分かれ道がある。この道を400メートルほど進むと、資料館が建っている。
建物の前には海が広がっており、愛冠（あいかっぷ）の岬を望むことができる。ただ、海岸は消波ブロックで護岸されているため、ニシンの群来に沸いた往時とはかけ離れている。

## 歴史
資料館の建物は、かつてニシン建網漁場の番屋であった。1856年（安政6年）、羽後国酒田出身の白鳥栄作が浜益村に来住して、ニシン漁を開始。その後、栄作の甥にあたる白鳥浅吉が漁場の拡張を行い、あわせて手狭になった番屋を1899年（明治32年）に立て直したのが、この建物である。浜益出身の小林棟梁が築造を手掛けた。
最盛期の一帯には漁場施設が十数棟建ち並び、村随一と称されたが、1955年（昭和30年）以降のニシン漁の衰退に伴って番屋は放置され、崩壊寸前にまで至った。
しかし、浜益村の開村百年記念事業の対象となった番屋は3年がかりで解体全面復元され、1971年（昭和46年）に浜益村郷土資料館として再生。浜益村最初の指定文化財となった。
そして浜益村が石狩市に合併されたのを機に、はまます郷土資料館と改称し、石狩市指定文化財と位置づけられた。

## 構造
中央に入母屋の大きなソラマドが設けられており、玄関は起り屋根となっている。
内部は通りニワを挟んで、右手が網元親方の住居、左手が漁夫たちの寝所である板敷きのダイドコロであり、典型的な番屋の造りをしている。